# 杭辛斋
杭辛斋（1869年—1924年1月24日），浙江省海宁州长安镇人，清末民初办报人、易学家。

## 生平

### 少年聪颖
1869年（清同治八年），杭辛斋出生于浙江省海宁州长安镇，幼年父母双亡，家境贫寒。早年在杭州正蒙义塾读书。
1890年，补海宁弟子员，第二年以童子试第一的成绩赴北京国子监读书，在这一时期“充文渊阁校对，得以尽窥秘籍”（陈守谦语）。在京期间，他的眼界大开，选择新学而未走上科举之路。
1895年，《马关条约》签订的消息传到北京，杭辛斋积极参与维新变法运动，上陈变法图强之策，得到光绪皇帝赏识，两次接受召见，但他无意为官，拒绝了内阁中书的官位，光绪转赠他一枚象牙章，上书“言满天下”四字。

### 办报先驱
1897年10月26日，维新派严复等人在天津创办《国闻报》，杭辛斋也是参与者之一。接受光绪赐印后仅仅两天，维新运动失败，《国闻报》因报道“戊戌六君子”事迹被查封。杭辛斋隐姓埋名，逃到山东德州一带，暗中接洽义和团势力。
1904-1905年，杭辛斋与其连襟彭翼仲在京先后创办《京话日报》和《中华报》，两份报纸都有巨大销量。杭辛斋在《京话日报》中连载《猪仔记》，揭露在英打工华人的悲惨命运，这也是民国时期第一份涉及外交的报纸。同时，杭辛斋任《中华报》社长及总编辑，针砭时政，大胆直言。

### 两度入狱
1906年，作为《中华报》主笔的杭辛斋派人前往天津，调查袁世凯秘密审判和处决保皇党人一事。各方证据确凿之后，《中华报》刊登文章《保皇党之结果》，引发轩然大波。清廷以“妄论朝政、捏造谣言、附合匪党、肆为论说”的罪名将杭辛斋与彭翼仲逮捕，关押数月后，彭翼仲被发配新疆，杭辛斋则被押回家乡浙江海宁。由于乡绅士族纷纷出面相救，杭最终获释，并到杭州出任农工研究会长，先后创办《农工杂志》与《浙江白话新报》。
辛亥革命后，杭辛斋创办了民国时期杭州的第一份报纸《汉民日报》，主笔是邵飘萍，拥孙倒袁，以言论尖锐著称。二次革命失败后，《汉民日报》被封。袁世凯一再威逼利诱，但杭辛斋不为所动，1915年12月，他在天津创办的《民声报》将矛头指向袁世凯的倒行逆施，被军政执法处逮捕監禁，袁世凯死后，才获释放。

### 易学研究
景定成《书杭辛斋狱中受易事》记载，1915到1916间，杭辛斋在狱中遇到了一位精通《易经》的大师，他画地为卦，向杭辛斋传授了河图洛书等易学精要。《学易笔谈》自序中，杭辛斋也说：“吾师忍死犴狴，客期以待，秘传心法，冀绵绝学，又曷敢自弃”。出狱之后，杭辛斋广泛阅读历代易学著作，品评历代观点，加以变通，使之合乎当时的变革年代，既反映了中西文化的融会贯通，亦反映了古代风化的逐渐变迁，逐渐形成了自己的易学体系，成为易学研究的集大成者。

### 热心革命
1905年，由程家檉介紹，加入孙中山的同盟会，随后又加入南社。1911年（宣統三年）11月，浙江新军响应武昌起义，拘禁巡抚增韞，围攻旗營，杭辛斋居中斡旋，旗兵缴械，新军因以解围。
1917年，参加护法运动，他对革命的执着得到孙中山赏识，加上他在新闻界的影响力，1921年他被任命为宣传部长，到上海任职，并创办了新闻学会。次年，他召集上海市议员反对曹锟贿选。
1923年，被选为国民党第一次全国代表大会代表，但因病缺席了广州的国民党一大。1924年1月24日，杭辛斋在上海因病去世，享年55岁。《申报》评价说：“海宁杭辛斋先生，为革命先进，从事新闻事业，垂期十年，夙为海内人士所钦仰。”

## 作品
著有《学易笔谈》四卷、《学易笔谈二集》四卷、《易楔》六卷、《易数偶得》两卷、《读易杂识》一卷、《愚一录易说订》两卷、《沈氏改正碟著法》一卷，合为《易藏丛书》二十卷。
1997年辽宁教育出版社出版《学易笔谈》、《读易杂识》，收入《新世纪万有文库》。
2014年吉林人民出版社再版《杭辛斋学易笔谈》，收录了三部著作，包括《学易笔谈初集》、《学易笔谈二集》和《读易杂识》。